# Tartarocreagris texana
Espèce
Synonymes
- Microcreagris texana Muchmore, 1969

Statut de conservation UICN

 DD  : Données insuffisantes
Tartarocreagris texana est une espèce de pseudoscorpions de la famille des Neobisiidae.

## Distribution
Cette espèce est endémique du Texas aux États-Unis. Elle se rencontre dans le comté de Travis dans les grottes Tooth Cave, Amber Cave, Kretschmarr Double Pit et MWA Cave.

## Description
La femelle holotype mesure 4,1 mm.
Le mâle décrit par Muchmore en 1992 mesure 3,96 mm.
Tartarocreagris texana mesure de 3,95 à 4,30 mm. Ce pseudoscorpion est anophtalme.

## Systématique et taxinomie
Cette espèce a été décrite sous le protonyme Microcreagris texana par Muchmore en 1969. Elle est placée dans le genre Australinocreagris par Ćurčić en 1989 puis dans le genre Tartarocreagris par Muchmore en 1992.

## Étymologie
Son nom d'espèce lui a été donné en référence au lieu de sa découverte, le Texas.

## Publication originale
- Muchmore, 1969 : New species and records of caveraicolous pseudoscorpions of the genus Microcreagris (Arachnida, Chelonethida, Neobisiidae, Ideobisiinae) American Museum Novitates, no 2392, p. 1-21 (texte original).